# Чемпіонат острова Санту-Антау з футболу
Чемпіонат острова Санту-Антау з футболу або Liga Insular de Santo Antão — чемпіонат острова Сантьягу з футболу, який проводився до 2002 року.

## Історія
Чемпіонат острова Санту-Антау був єдиним чемпіонатом для футбольних клубів з острова до 2002 року, коли його було розділено на два чемпіонати (Рібейра-Гранде та Порту-Нову), хоча роз'єднання почалося з 1998 року, але тривало ще протягом наступних чотирьох років до остаточного розпаду, тому в 1999 і 2000 роках, в рамках єдиного чемпіонату острова відбувався лише один матч між переможцями південної та північної частин острову. Чемпіонат відновили в сезоні 2001 року (останній рік, коли не було поділу на північну та південну зони).
Чемпіонат острова Санту-Антау було засновано в 1993 році і він тривав до 2002 року, таким чином серед усіх острівних чемпіонатів в Кабо-Верде цей турнір проіснував найменший відрізок часу.

## Переможці
- 1993/94 : Росаренше
- 1994/95 : Росаренше
- 1995/96 : Солпонтенше
- 1996/97 : Академіка Порту Нову
- 1997/98 : не відомо
- 1998/99 : Солпонтенше переграв Марітіму
- 1999/00 : Солпонтенше переграв Академіка Порту Нову
- 2000/01 : Солпонтенше
- 2001/02 : Санжоаненше (Порту-Нову)

## Чемпіонства по клубах
| Клуб                     | Перемог | Переможні роки         |
| ------------------------ | ------- | ---------------------- |
| Солпонтенше              | 4       | 1996, 1999, 2000, 2001 |
| Росаренше                | 2       | 1994, 1995             |
| Академіка Порту Нову     | 1       | 1997                   |
| Санжоаненше (Порту-Нову) | 1       | 2002                   |